# Сайла
Са́йла, Зе́йла (сомал. Saylac, араб. زيلع‎) — город и порт в провинции Аудаль (Сомали).
Сайла расположена в западной части Аденского залива недалеко от Баб-эль-Мандебского пролива, на спорной территории близ границы с Джибути на территории самопровозглашённого в 2010 году государства Авдаленд, находящегося, в свою очередь, на территории непризнанного международным сообществом Сомалиленда.
Во время гражданской войны в Сомали город неоднократно подвергался бомбёжкам. Многие здания были разрушены или серьёзно повреждены, а жители покидали Зейлу. После провозглашения независимости Сомалиленда город частично отстроен. Переписи населения не проводилось, но численность населения оценивается : около 25 тыс. человек. 18 600 в 2012 году.
Сайла имеет давнюю историю. Ещё в античное время здесь были поселения. Под своим именем город впервые упоминается в 891 году арабским историком и путешественником Якуби. В X и XI веках город был важнейшим портом среди как мусульманских, так и христианских, торговцев.
В XII—XVI веках Зейла была столицей султаната Адал. В 1330 году купец из Марокко Ибн Баттута посетил город и отметил преобладание шиитского населения. Город был местом борьбы христианской Абиссинии и мусульманского Адала.
С XVII века начинается упадок Сайлы. В 1821—1841 гг город принадлежит Османской империи, а в 1874 году египтяне фирманом получили управление Зейлой.